# Raión de Chervyen
Cherven (en bielorruso: Чэрвеньскі раён) es un raión o distrito de Bielorrusia, en la provincia (óblast) de Minsk. 
Comprende una superficie de 1631 km².
El centro administrativo es la ciudad de Cherven.

## Demografía
Según estimación 2010, contaba con una población total de 33383 habitantes.

## Subdivisiones
Comprende la ciudad subdistrital de Cherven (la capital), el asentamiento de tipo urbano de Smílavichy y los siguientes siete consejos rurales:
- Valevachý
- Kalódzezhy (con capital en Liubíshyna)
- Klinok
- Liadý
- Ravánichy
- Rudnia
- Cherven